# دنيس داير
دنيس داير (2 مايو 1914 بديربان في جنوب إفريقيا - 16 يونيو 1990) (بالإنجليزية: Dennis Dyer)‏ هو لاعب كريكت جنوب إفريقي. شارك مع منتخب جنوب إفريقيا الوطني للكريكت.

## وصلات خارجية
- دنيس داير على موقع إي آس بي آن كريك إنفو (الإنجليزية)